# پارک ملی چیچیبو تاما کای
پارک ملی چیچیبو تاما کائی  (به ژاپنی: 秩父多摩甲斐国立公園 Chichibu Tama Kai National Park) یکی از پارک‌های ملی در ژاپن است. مساحت این پارک ۱٬۲۶۲٫۵۹ کیلومتر مربع است و قسمت‌هایی از توکیو، استان سایتاما، استان ناگانو و استان یاماناشی را فرا گرفته‌است. دو کوه معروف توکیو یعنی کوه کوموتوری و کوه میتاکه در این پارک واقع شده‌اند. از دیگر کوه‌های معروف این پارک می‌توان از کوه کینپو، کوه میزوگاکی و کوه دائیبوساتسو نام برد. همچنین دره‌هایی که از نظر زیبایی مشهور می‌باشند، مثل درهٔ نیشی زاوا و درهٔ هیگاشی زاوا  (به ژاپنی: 西沢渓谷と東沢渓谷) نیز در این پارک واقع شده‌اند.